# Tossinola lamellata
Tossinola lamellata là một loài tò vò trong họ Ichneumonidae.